# هوشتانه
هوشتانه یا اوستَن کیمیاگر، فیلسوف و مغ ایرانی در زمان هخامنشیان بود.
او که یکی از کیمیاگران سلسلهٔ مغان به‌شمار می‌رفت، در جریان لشکرکشی خشایارشا به یونان او را همراهی کرد و در آنجا به آموزش کیمیاگری و جادوگری پرداخت. مکتب آموزشی او چنان مورد استقبال قرار گرفت که بنا به گفتهٔ پلینی، بسیاری از فیلسوفان یونان همچون فیثاغورث، امپدکلس، دموکریت و افلاطون برای مطالعهٔ آن به خارج سفر کردند، و سپس برای آموزش آن بازگشتند. وی همچنین در یونان، آموزگاری دموکریت (مبتکر نظریهٔ اتم) را بر عهده داشت.
از وی به عنوان نخستین نویسنده در جادوگری یاد می‌شود و همواره به عنوان یکی از اصلی‌ترین مراجع کیمیاگری مطرح بوده است و آثار بسیاری به او نسبت داده شده است. مردم باستان کاوش سنگ جادو (سنگی که دارندهٔ آن می‌توانست با بهره‌وری از آن فلزات را به زر تبدیل کند و با دستیابی به انوشگی عمری دراز داشته باشد، در انگلیسی: philospher's stone) را از او می‌دانستند.

## پیرامون نام
واژهٔ «اوستن» از ایرانی باستان با تلفظ «H)uštāna)» یا «(ه) اوشتانَه» به معنی «با جایگاه و وضعیت خوب» است. این نام در پارسی نو به گونهٔ «آستان» یا «آستانه» بازمانده است و به همان معنی پیشین یعنی «جایگاهی نیکو» به کار می‌رود. این نام در منابع ایلامی و بابلی نیز بازتاب یافته است. در یونانی به صورت «Οστάνης» (اوستانوس) و در زبان‌های اروپایی «Ostanes» (اُستانس) گفته می‌شود. نام دیگر هوشتانه هیوسایتانه به یونانی و هیوستانیوس به زبان مقدونی است.

## کیستی در منابع

### هرمودورس
هرمودورس (سدهٔ ۴ پیش از میلاد)، از شاگردان افلاطون، در کتاب «حکمت بیگانه» به اوستن به‌عنوان نامی رایج در سلسلهٔ مغان اشاره می‌کند که از زرتشت تا زمان فتح اسکندر امتداد یافته‌بودند. او زرتشت را مربوط به ۵۰۰۰ سال پیش از سقوط تروآ می‌داند و اوستن را در میان نخستین نام‌های اعضای این سلسله قرار می‌دهد.

### بلوس مندس
بلوس مندس (سدهٔ ۴ پیش از میلاد) می‌گوید که چگونه از اوستن مغ دانش فرا گرفت. او ماجرای کشف متون حکیمانهٔ باستانی را اینگونه بازگو می‌کند (مکانی که منجر به کشف لوح زمرد کیمیایی شد):
«هنگامی که ما در معبد بودیم، یک ستون کوچک اتفاقی شکست، که ما توجهمان جلب شد که درونش خالی بود. اما اوستن آشکار کرد که در درون آن کتاب‌های باستانی گران‌بهایی حفظ شده و آن‌ها را با شکوه خاصی به همگان نشان داد. با خم‌کردن ما برای نگاه به درون، از اینکه دیدیم چیزی را جا انداخته بودیم غافلگیر شدیم، چراکه در آنجا به این سخن بسیار ارزشمند [منسوب به اوستن] پی بردیم: «طبیعت در طبیعت افسون می‌شود، طبیعت بر طبیعت فاتح می‌شود، طبیعت بر طبیعت چیره می‌شود».

### پلینی بزرگ
پلینی مهتر (سدهٔ یکم پس از میلاد)، در کتاب تاریخ طبیعی، زرتشت را به عنوان مخترع جادو معرفی می‌کند، اما می‌گوید نخستین نویسندهٔ جادو -چیزی که او از آن به عنوان راه و رسم مغان یاد می‌کند-، اوستن است تا جایی که بخش بزرگی از متون جادوگری را به او نسبت می‌دهد. آنگونه که پلینی شرح می‌دهد اوستن یکی از همراهان خشایارشا در حمله به یونان (سدهٔ ۵ پیش از میلاد) بوده است که جادو، «این فریبنده‌ترین هنرها را» به یونانیان معرفی کرد. پلینی همچنین از اوستن به عنوان هم‌عصر و همنشین اسکندر مقدونی (اواخر سدهٔ ۴ پیش از میلاد) یاد می‌کند، که احتمالاً فرد دیگری با این نام را با او اشتباه گرفته است.
پلینی تعریف اوستن از جادو را نیز بیان می‌کند: «آنچنان که اوستن گفت، انواع گوناگونی از آن وجود دارد، او ادعای غیب‌گویی از آب، ارواح، هوا، ستاره‌ها، چراغ‌ها، حوض‌ها و تیشه‌ها، یا بسیاری از دیگر روش‌ها، و همچنین صحبت با ارواح و درگذشتگان را دارد.» به گفتهٔ پلینی معرفی «مهارت عفریتی» توسط اوستن به یونانیان نه تنها «هوسی» در آن‌ها برای جادو برانگیخت، بلکه یک «دیوانگی» محض در آن‌ها به وجود آورد، تا جایی که بسیاری از فیلسوفانشان همچون فیثاغورث، امپدکلس، دموکریت، و افلاطون برای مطالعهٔ آن به خارج سفر کردند، و سپس برای آموزش آن بازگشتند. همچنین اوستن در یونان، آموزگاری دموکریت (مبتکر نظریهٔ اتم) را نیز بر عهده داشت.
پلینی در کتاب تاریخ طبیعی (XXX, 2, 4, XXX, 5, 1) اینگونه می‌نویسد:
«بر پایهٔ نتایج پژوهش من، نخستین کسی که در این موضوع نوشت و آثارش تا به امروز به جا مانده، اوستن است. او خشایارشا را در جنگ علیه یونانیان در کنار شاهزاده همراهی می‌کرد؛ او بذرهای این هنر عفریتی را در هر کجا که می‌رسید می‌پراکند و همه را مبتلا می‌کرد. نویسندگان، زرتشت دیگری را اندکی پیش از او قرار می‌دهند. اما به‌طور قطع کسی که با الهام‌بخشی خود در مردم یونان نه فقط عشق، بلکه دیوانگی برای این علم را به وجود آورد همین اوستن است. در عین حال من توجه کرده‌ام که در این علم چه در گذشته و چه حال، بیش‌ترین درخشندگی و شهرت برای مکتوبات را تنها این یک نفر پیدا کرد. (...) آنگونه که اوستن آموزش داده است، انواع مختلفی از جادو وجود دارد: جادوهایی که آب، ارواح، هوا، ستاره‌ها، چراغ‌ها، حوض‌ها، تیشه‌ها، یا بسیاری از دیگر روش‌ها را برای غیب‌گویی به کار می‌گیرد، و بعلاوه صحبت با ارواح و درگذشتگان.»

### فیلوی بیبلوس
از جملهٔ آثار منسوب به اوستن، اکتاتک -به معنای نوشته‌ای در هشت کتاب- بود که فیلویِ بیبلوس، در یک یا بیش از یک نسل پس از پلینی بدان اشاره کرده است. او می‌گوید که این کتاب آموزش می‌دهد که خدا یک قوش‌سر (نوعی عفریت رایج در گوهرهای جادوگری) با تمام فضایل فلسفی یونان بوده است.

### در دیگر منابع
از اواخر سدهٔ یکم میلادی به بعد، از اوستن به عنوان مرجعی برای احضار روح و دیگر گونه‌های غیب‌گویی، اختربینی، ساخت طلسم‌شکن، و اسامی رمزی و ویژگی‌های جادویی گیاهان و سنگ‌ها یاد می‌شد. پلینی به اوستن و اقسام مختلف جادو از نظر او اینگونه اشاره می‌کند: غیب‌گویی از آب، هوا، ستاره‌ها، چراغ‌ها، و دیگر ابزار، بعلاوهٔ ارتباط با مردگان (احضار روح)، استفاده از بدن انسان و مواد گوناگون حیوانی و داروها.
شهرت او تا بدان‌جا فراگیر شد که در اواخر سدهٔ ۴ میلادی «او به یکی از مراجع بزرگ کیمیاگری تبدیل شده بود» و «بیش‌تر مکتوبات کیمیاگری سده‌های میانه تحت نام او در گردش بود».
مرجعیت او در متون کیمیاگری عربی و پارسی هم ادامه یافت. برای نمونه می‌توان به رساله‌ای عربی تحت عنوان «کتاب الفصول الاثنی عشر فی علم الحجر المکرم» (کتاب دوازده فصلی در پیرامون سنگ مکرم) اشاره کرد.

## آثار به جای مانده
متأسفانه نسخه‌ای از زبان پارسی کهن از او به جای نمانده و مجموعه‌هایی که در دسترس است اغلب ترجمه‌های عربی از روی متون سریانی، پهلوی، اوستایی و یونانی می‌باشد. فهرست کتاب‌های اوستن به نقل از کتاب «تاریخ نگارشهای عربی» از فؤاد سزگین عبارتند از:
- کتاب الجامع: این کتاب توسط اصغر همتی در سال ۱۳۸۰ ترجمه شد
- مصحف فی الصناعه الالهیه
- کتاب فی الکیمیا
- رساله فی الخواص الحروف
- کتاب علم صنعه: البته از این کتاب چیزی در دسترس نیست اما در کتاب «الخواص» از جابر از آن نقل شده است.

## یادکرد
1. ↑  Waite, Arthur Edward (2013). The secret tradition in alchemy: its development and records. London: Routledge. p. 82. ISBN 978-1-136-18293-8. "Ostanes, described as the philospher, writing on the same subject…"
2. ↑  Friedrich Quack، Joachim (اکتبر ۲۰۰۶). «LES MAGES EGYPTIANISES? REMARKS ON SOME SURPRISING POINTS IN SUPPOSEDLY MAGUSEAN TEXTS». Journal of Near Eastern Studies. Chicago. ۶۵ (۴): ۲۶۷–۲۸۲.
3. ↑  Muses (۱۹۹۹). «Cybernetics, the conscience of science Studies of interactions between physical and sociopolitical feedbacks and the theory behind them». Kybernetes. London. ۲۸ (۴): ۳۶۱–۳۷۶.
4. 1 2 3 4 5 6 7 8 9 10  Iranica, Smith 2003.
5. ↑  The works of Apuleius, page 247.
6. 1 2  Beck 1991, p. 516.
7. 1 2  Livingstone, page 218
8. ↑  M. Berthelot, C. E. Ruelle, pp. 41-56.
9. ↑  متن به فرانسه که در این نوشتار از آن به فارسی ترجمه شده است:
Alors que nous nous trouvions dans le temple, une petite colonne se brisa par hasard, dont nous constatâmes que l'intérieur était vide. Pourtant Ostanès affirma qu'en elle se trouvaient, précieusement conservés, les livres ancestraux, et il la fit voir en grande pompe à tout le monde. En nous penchant pour regarder à l'intérieur, nous eûmes la surprise de voir que nous avions laissé échapper quelque chose, car nous y découvrîmes ce mot si utile [attribué à Ostanès]: "La nature se plaît dans la nature, la nature triomphe de la nature, la nature domine la nature."
10. ↑  Beck 2003, para. 7.
11. ↑  Beck 1991, pp. 516-517.
12. ↑  Anawati 1996, p. 862.
13. ↑  Ullmann 1972, p. 184.